# Hampton Bays
Hampton Bays – jednostka osadnicza w Stanach Zjednoczonych, w stanie Nowy Jork, w hrabstwie Suffolk, nad Oceanem Atlantyckim.